# Hemioplisis trogonaria
Hemioplisis trogonaria är en fjärilsart som beskrevs av Herrich-Schäffer 1856. Hemioplisis trogonaria ingår i släktet Hemioplisis och familjen mätare. Inga underarter finns listade i Catalogue of Life.